# Дарден, Йозеф
Йозеф (Йос) Винандус Дарден (26 ноября 1954, Херенелдерен, Тонгерен, Бельгия) — бельгийский футболист, полузащитник и тренер.

## Биография
Родился в деревне Херелендерен, коммуна Тонгерен, Лимбург. На юношеском и молодёжном уровне играл за «Хердерен», «Стандард» Льеж, «Тонгерен». На профессиональном уровне играл за команды «Тонгерен» (1972—1980), «Стандард» Льеж (1980—1984), «Рода» Керкраде, Нидерланды (1985—1986), Беерсхот (1986—1990), «Жерминаль» Экерен (1990—1991). В составе «Стандарда» в полуфинале Кубка кубков 1981/82 забил в обоих матчах единственные мячи в ворота тбилисского «Динамо» (1:0 и 1:0) и вывел льежский клуб в финал, где бельгийский клуб уступил «Барселоне» (1:2).
Провёл пять матчей в составе сборной Бельгии. В 1982 году — два товарищеских матча с Данией (0:1) и Германией (0:0) и два матча в отборочном турнире к чемпионату Европы 1984; в 1984 году сыграл матч против Германии (0:1).
С 1992 года — на тренерской работе. Работал в командах «Беверен» (1992—1995, главный тренер), «Ломмел» (1995—1996, 1999—2000, главный тренер), «Стандард» Льеж (1996—1997, главный тренер), «Льерс» (1997—1998, главный тренер), «Эйндховен» (2000—2001, главный тренер), «Генк» (2001—2004, 2005, с 2017, тренер; 2017, и. о. главного тренера), «Монс» (2004—2005, главный тренер), «Жерминаль-Беерсхот» (2005—2006, 2009—2010, главный тренер), «Металлург» Донецк (2006—2007, тренер; 2007, главный тренер), «Твенте» (2010—2011, тренер, главный тренер дубля), «Шарлеруа» (2011, главный тренер), «Уйпешт» (2012—2013, главный тренер), «Крылья Советов» (2014—2016, тренер).
Сын Кун Дарден также футболист.